# Borhyaena
Borhyaena (soms Borhyena genoemd) is een uitgestorven buideldierachtige uit de Sparassodonta. Het was een carnivoor die tijdens het Mioceen in Zuid-Amerika leefde.

## Fossiele vondsten
Borhyaena is met name bekend van fossielen uit de Santa Cruz-formatie in Patagonië. Daarnaast zijn ook op andere locaties in Argentinië en Chili vondsten gedaan, zoals de Sarmiento-formatie. Borhyaena leefde tijdens de South American Land Mammal Age Santacruzian, 17,5 tot 16,3 miljoen jaar geleden. Het was in die tijd vermoedelijk het toproofdier van Zuid-Amerika.

## Uiterlijk
Borhyaena had het formaat van een wolf met een kopromplengte van ongeveer 90 tot 150 centimeter, een schouderhoogte van 50 centimenter en een geschat gewicht van 20 tot 35 kilogram. Het dier was zwaar gebouwd met een korte snuit en krachtige poten. Borhyaena had platte voeten en korte poten. De kop was relatief groot en robuust gebouwd. Het gebit omvatte bladachtige kiezen en grote hoektanden. De schedel vertoont overeenkomsten met die van de gestreepte hyena en buidelduivel, terwijl het lichaam overeenkwam met dat van een buidelwolf. De reuk was goed ontwikkeld en de positie van de ogen wijst er op dat Borhyaena goed afstanden kon beoordelen.

## Leefwijze
Borhyaena was een op de grond levende carnivoor dat joeg op andere zoogdieren. Waarschijnlijk was een solitair dier dat vanuit een hinderlaag joeg. Borhyaena was een lange-afstandloper en geen snelle renner. De voornaamste prooidieren zullen knaagdieren zoals chinchilla-achtigen, kleine luiaarden zoals Hapalops, gordeldieren zoals Peltephilus, kleinere hoefdieren zoals interatheriiden, hegetotheriiden, Thoatherium, Diadiaphorus en Adinotherium, en de jongen van grote hoefdieren zijn geweest. Littekens op een kaakbot wijzen er op dat er onderlinge gevechten plaatsvonden tussen individuen van Borhyaena.